# Cynanchum trilobatum
Cynanchum trilobatum är en oleanderväxtart som beskrevs av Miguel Lillo. Cynanchum trilobatum ingår i släktet Cynanchum och familjen oleanderväxter. Inga underarter finns listade i Catalogue of Life.